# Église du Gesù de Manille
L'église du Gesù est un édifice religieux catholique sis au centre du campus de l'Ateneo de Manille, Loyola Heights, à Quezon City (Manille) aux Philippines. De forme triangulaire et de style résolument moderne l’église fut consacrée en 2002, ce qui en fait une des premières églises édifiées au XXIe siècle.

## Histoire
Dans les années 1940 l'université jésuite appelée « Ateneo de Manila » acquiert un campus dans ce qui allait devenir les « hauteurs de Loyola » (« Loyola Heights ») à  Quezon City, une ville satellite au nord-est de Manille. En 1952, quand l'Ateneo est officiellement transféré sur son nouveau campus, le père William Masterson, recteur, envisage la construction d’une église. D’autres priorités font que le projet n’est pas immédiatement réalisé.
Près de 50 ans plus tard commence la construction de l'église, sur un projet conçu par Jose Pedro Recio et Carmelo Casas. Le 30 septembre 2001 la pierre d'angle de l'église est bénie et posée. Dix mois plus tard, le 31 juillet 2002, fête de saint Ignace, la nouvelle église est consacrée par le cardinal Jaime Sin, archevêque de Manille en la présence de nombreux dignitaires, dont l’ancienne présidente des Philippines, Corazon Aquino.   
En 2005, un carillon de 18 cloches, avec une cloche d'Angélus, est offert par un groupe d’anciens élèves de l’institution. Cinq cloches supplémentaires y sont ajoutées en 2010 ce qui en fait un carillon de 23 cloches, le plus important aux Philippines.

## Description
Conçu par Jose Pedro Recio et Carmelo Casas, l'édifice est de forme triangulaire et pyramidal, symbolisant la Sainte Trinité, ainsi que la triple mission et vision de l'Ateneo. 
Le bâtiment a une superficie totale de 10 200 mètres carrés et peut recevoir jusqu’à un millier de personnes. L'église est située sur la colline dite « du Sacré-Cœur », considérée comme le point culminant des « Hauteurs de Loyola ». Le haut campanile de l’’église et son carillon peuvent être vus de Katipunan Avenue, qui longe le campus sur son côté ouest.
Une chapelle intérieure de l’église est dédiée à Marie dans le mystère de l'Immaculée Conception, patronne de l'Ateneo de Manille et des Philippines, alors qu'une autre chapelle latérale est dédiée au Sacré-Cœur de Jésus, une dévotion promue par les jésuites à la suite des apparitions de Jésus à Marguerite-Marie Alacoque à Paray-le-Monial, et du rôle qu’y joua Claude de la Colombière.

## Patrimoine
- L’autel est posé sur une base rocheuse provenant du sous-sol de la colline des « Hauteurs de Loyola ».
- Le crucifix de l’église est inhabituel: Jésus a le regard tourné vers le ciel, contrairement à l’iconographie usuelle qui montre un Jésus baissant la tête.
- Le bénitier monumental, près de l’entrée occidentale de l’église, est de conception originale. Un bassin dans le sol est bordé d’un cercle où se distinguent les extrémités des rayons du soleil. Le bénitier à proprement parler est un rocher de forme irrégulière et de couleur marron érigé au centre du bassin rempli de galets. D’une cavité en son sommet sort de l’eau qui coule sur les flancs du rocher.